# Pomona (Kansas)
Pomona es una ciudad ubicada en el condado de Franklin, en el estado estadounidense de Kansas. En el año 2010 tenía una población de 832 habitantes y una densidad poblacional de 416 personas por km².

## Geografía
Pomona se encuentra ubicada en las coordenadas 38°36′33″N 95°27′6″O / 38.60917, -95.45167 (38.609277, -95.451732).

## Demografía
Según la Oficina del Censo en 2000 los ingresos medios por hogar en la localidad eran de $30 521 y los ingresos medios por familia eran $35 625. Los hombres tenían unos ingresos medios de $25 875, frente a los $18 641 de las mujeres. La renta per cápita en la localidad era de $12 939. Alrededor del 9,2% de la población estaban por debajo del umbral de pobreza.